# Lucas Lobos
Lucas Armando Lobos Mack (3 de agosto de 1981), conocido como Lucas Lobos, es un exfutbolista argentino naturalizado mexicano. Actualmente dirige la reserva del Club de Gimnasia y Esgrima La Plata
En su posición de mediapunta, Lobos ganó dos veces el Balón de Oro al mejor jugador de la Liga MX; y durante varios años fue considerado como uno de los mejores futbolistas de esta liga, brillando por sus temporadas con los Tigres de la UANL.

## Trayectoria

### Gimnasia y Esgrima La Plata
Animado por su padre, Lobos realizó pruebas con diversos equipos de Argentina, entre ellos Newell's Old Boys, Boca Juniors, Gimnasia y Esgrima La Plata y River Plate. A los 18 años de edad fue fichado por Gimnasia y Esgrima La Plata para jugar en las divisiones juveniles. En tres meses ya había pasado a formar parte del primer equipo, debutando en la Primera División Argentina en el segundo tiempo en un partido contra Banfield. Permanecería en Gimnasia desde 2001 hasta 2005.

### Cádiz C. F.
El 22 de diciembre de 2005, a los veinticuatro años de edad, Lobos es fichado por el equipo español Cádiz Club de Fútbol firmando un contrato por tres años. Su buen desempeño no evitó que el Cádiz descendiera a la Segunda División de España. El 20 de diciembre de 2007, tras ser buscado por Enrique Borja, Lobos pasa a los Tigres de la UANL de la Primera División de México.

### Tigres de la UANL
Lobos llegó a los Tigres de la UANL en enero del año 2008 en una transferencia definitiva por $3.5 millones de dólares. En su partido de debut, da una asistencia de gol a Gastón Fernández. Su primer gol llegaría por la vía del tiro penal en la victoria de 3-0 contra el Club América en la jornada 8 del torneo Clausura 2008. Casi terminando dicho torneo, Lucas fue sometido a una operación de rodilla derecha. Siendo reconocido como un jugador con una amplia visión dentro del terreno de juego, de gran técnica individual y capaz de asistir a gol, cobrar tiros libres y además marcar goles, durante varios torneos Lobos destacó por sus buenas actuaciones en irregulares torneos de los Tigres. En 2011, le fue otorgado el cargo de capitán por ser el jugador más representativo del equipo. El 11 de diciembre de 2011, Tigres se corona campeón del torneo Apertura 2011, siendo Lucas pieza clave para dicho campeonato. En marzo de 2012, Alejandro Sabella declaró considerar la posibilidad de convocar a Lobos a la selección de fútbol de Argentina. Lucas jugó para Tigres durante trece temporadas desde el torneo de Clausura 2008 hasta el Clausura 2014, y con los Tigres ganó un título de Liga, esto en el torneo Apertura 2011, uno de Copa en el Clausura 2014, además convirtió 64 goles y sumó 33 pases para gol. Lucas Lobos partió después de haber adquirido el estatus de ídolo para la afición de los Tigres, además de convertirse en uno de los jugadores más emblemáticos en la historia del Club.

### D. Toluca F. C.
Después de su sorpresiva salida de los Tigres de la UANL, Lobos fue fichado en el draft de la Liga MX por el Deportivo Toluca Fútbol Club, a petición del entrenador y goleador histórico José Saturnino Cardozo, en un movimiento, en el que se dice, fue de $8 millones de dólares, convirtiéndose en el "fichaje bomba" del torneo Apertura 2014.
Con un bajo rendimiento inesperado, Lucas tuvo discretas participaciones con el Toluca, anotando solamente dos goles en un año futbolístico. Después de rumores que lo colocaban fuera del Toluca por su bajo rendimiento y su alto precio, Lobos sí fue registrado para encarar el Apertura 2015 tras una operación de rodilla que lo marginó de las canchas. El 8 de septiembre de 2015 comienza a entrenar al parejo del equipo Escarlata, tras meses de inactividad por la lesión de rodilla.
Reaparece tras cuatro meses de ausencia un 21 de octubre de 2015 en un duelo de eliminación directa contra Alebrijes de Oaxaca en los cuartos de final de la Copa MX, tras entrar de cambio por Darío Bottinelli; consiguiendo anotar de penal, venciendo a Rodrigo Follé y poniendo el 3-0 definitivo que los llevaría a jugar la semifinal de la Copa. Hernán Cristante, entrenador que sustituyó a Cardozo en la dirección técnica del Toluca, declaró que Lobos no formaba parte de los planes del equipo y que buscaría regresar a jugar a su natal Argentina.

### Regreso al Gimnasia y Esgrima La Plata
En agosto de 2016, se anunció que Lobos retornaría al Gimnasia y Esgrima La Plata, club donde debutó y el cual es hincha fanático. Considerado un ídolo en el club y un de los mejores jugadores que han pasado por gimnasia. 

### Etapa amateur
Después de un paso discreto por el Gimnasia y Esgrima La Plata, el 29 de julio de 2017 se confirma que Lobos decidió no retirarse y continuar jugando fútbol, ahora con el Club Unidos de Olmos de la Liga Amateur Platense de Argentina.

## Estilo de juego
Un mediapunta, Lobos organiza el ataque en el último tercio del campo. Diestro natural, puede pasar, centrar y disparar con la izquierda. Además de mediapunta, puede jugar como extremo por cualquiera de las bandas y como un segundo delantero. Futbolista creativo, Lobos cuenta con una notable capacidad técnica y visión de juego, ya que puede tanto asistir como marcar goles. Especialista en los cobros a balón parado, es reconocido también por su habilidad para marcar goles de tiro libre. Excapitán en los Tigres, Lobos fue en su momento reconocido por su compromiso y liderazgo en la cancha. De acuerdo con la página Goal.com, Lobos "posee visión, técnica con el balón y una ética de trabajo acorde con su talento".

## Selección nacional de México
En septiembre de 2013 fue convocado por el entonces director técnico Víctor Manuel Vucetich para disputar los últimos dos partidos correspondientes al Hexagonal Final de la Concacaf en donde México debía sumar al menos cuatro puntos para asegurar la participación en la Copa del Mundo 2014, por lo que se especulaba que Lucas fuera uno de los titulares de dichos encuentros. Sin embargo no fue así y el estratega no alineó al jugador en ninguno de los encuentros. En diciembre de 2013 fue nuevamente convocado por el director técnico Miguel Herrera pero Lucas rechazó la convocatoria debido a problemas personales.

## Vida privada
Lucas Lobos y su esposa Florencia se casaron en 2005. En 2006 nació su primera hija Lola, en Cádiz; y el 9 de enero de 2013, sus mellizos Lucía y Mateo en Monterrey.

## Clubes y estadísticas
| Club                | Temporada           | Liga | Liga | Copas Nacionales * | Copas Nacionales * | Copas Internacionales ** | Copas Internacionales ** | Total | Total |
| Club                | Temporada           | PJ   | G    | PJ                 | G                  | PJ                       | G                        | PJ    | G     |
| ------------------- | ------------------- | ---- | ---- | ------------------ | ------------------ | ------------------------ | ------------------------ | ----- | ----- |
| GyE La Plata        | 2001-02             | 4    | 2    | 0                  | 0                  | 0                        | 0                        | 4     | 1     |
| GyE La Plata        | 2002-03             | 18   | 4    | 0                  | 0                  | 0                        | 0                        | 18    | 3     |
| GyE La Plata        | 2003-04             | 21   | 8    | 0                  | 0                  | 0                        | 0                        | 21    | 5     |
| GyE La Plata        | Total               | 43   | 14   | 0                  | 0                  | 0                        | 0                        | 43    | 9     |
| Cádiz CF            | 2005-06             | 19   | 7    | 1                  | 0                  | 0                        | 0                        | 20    | 7     |
| Cádiz CF            | 2006-07             | 25   | 6    | 0                  | 0                  | 0                        | 0                        | 25    | 6     |
| Cádiz CF            | 2007-08             | 16   | 2    | 0                  | 0                  | 0                        | 0                        | 16    | 2     |
| Cádiz CF            | Total               | 60   | 15   | 1                  | 0                  | 0                        | 0                        | 61    | 15    |
| UANL                | 2008                | 15   | 2    | 0                  | 0                  | 0                        | 0                        | 15    | 2     |
| UANL                | 2008-09             | 35   | 13   | 3                  | 1                  | 0                        | 0                        | 38    | 14    |
| UANL                | 2009-10             | 28   | 7    | 3                  | 1                  | 0                        | 0                        | 31    | 8     |
| UANL                | 2010-11             | 34   | 9    | 0                  | 0                  | 0                        | 0                        | 34    | 9     |
| UANL                | 2011-12             | 39   | 16   | 0                  | 0                  | 0                        | 0                        | 39    | 16    |
| UANL                | 2012-13             | 33   | 14   | 0                  | 0                  | 1                        | 0                        | 34    | 14    |
| UANL                | 2013-14             | 35   | 3    | 5                  | 2                  | 0                        | 0                        | 40    | 5     |
| UANL                | Total               | 219  | 64   | 11                 | 4                  | 1                        | 0                        | 231   | 68    |
| D. Toluca FC        | 2014-15             | 31   | 2    | 3                  | 0                  | 0                        | 0                        | 34    | 2     |
| D. Toluca FC        | 2015-16             | 12   | 0    | 0                  | 0                  | 0                        | 0                        | 12    | 0     |
| D. Toluca FC        | Total               | 43   | 2    | 3                  | 0                  | 0                        | 0                        | 46    | 2     |
| GyE La Plata        | 2016-17             | 4    | 0    | 0                  | 0                  | 0                        | 0                        | 4     | 0     |
| GyE La Plata        | Total               | 4    | 0    | 0                  | 0                  | 0                        | 0                        | 4     | 0     |
| Total en su carrera | Total en su carrera | 369  | 90   | 15                 | 4                  | 1                        | 0                        | 385   | 94    |

## Palmarés

### Títulos nacionales
| Título  | Club        | País   | Año  |
| ------- | ----------- | ------ | ---- |
| Liga MX | Tigres UANL | México | 2011 |
| Copa MX | Tigres UANL | México | 2014 |

### Distinciones individuales
| Distinción                                                                   | Año  |
| ---------------------------------------------------------------------------- | ---- |
| Balón de Oro al mejor jugador de la Primera División de México Clausura 2011 | 2011 |
| Mejor medio ofensivo de la Primera División de México Apertura 2011          | 2011 |
| Balón de Oro al mejor jugador de la Primera División de México Apertura 2011 | 2012 |
| Mejor medio ofensivo de la Primera División de México Clausura 2012          | 2012 |